# Ophiomyia ranunculicaulis
Ophiomyia ranunculicaulis este o specie de muște din genul Ophiomyia, familia Agromyzidae, descrisă de Erich Martin Hering în anul 1949.
Este endemică în Germania. Conform Catalogue of Life specia Ophiomyia ranunculicaulis nu are subspecii cunoscute.